# Atlantea cryptadia
Atlantea cryptadia är en fjärilsart som beskrevs av Robert S. Sommer och Schwartz 1980. Atlantea cryptadia ingår i släktet Atlantea och familjen praktfjärilar. Inga underarter finns listade i Catalogue of Life.